# Тур острова Чунмин (женский)
Тур острова Чунмин (англ. Tour of Chongming Island) — шоссейная многодневная велогонка, проходящая по территории Китая с 2007 года.

## История
Гонка была создана в 2007 году одновременно с однодневной гонкой и проводилась в рамках Женского мирового шоссейного календаря UCI.
В 2016 году вошла в только что созданный календарь Женского мирового тура UCI.
С 2020 по 2022 год не проводилась из-за пандемии COVID-19.
Маршрут гонки проходит на острове Чунминдао, являющегося частью Шанхайского района Чунмин. Изначально он состоял из четырёх этапов, но с 2009 года был сокращён до трёх этапов. Профиль этапов равнинный протяжённостью до 130 км. С 2017 года на каждом этапе добавилось по одному категорийному подъёму, что позволяет разыгрывать горную классификацию.

## Призёры
| Год  | Победитель          | Второй             | Третий             |          |
| ---- | ------------------- | ------------------ | ------------------ | -------- |
| 2007 | Ли Мейфанг          | Эллен Ван Дейк     | Белинда Госс       |          |
| 2008 | Ли Мейфанг          | Менг Ланг          | Sha Hui            |          |
| 2009 | Хлоя Хоскинг        | Марлен Йохренд     | Чжао На            |          |
| 2010 | Ина-Йоко Тойтенберг | Кирстен Вилд       | Рошелль Гилмор     |          |
| 2011 | Ина-Йоко Тойтенберг | Аннемик ван Влётен | Мония Баккаилле    |          |
| 2012 | Мелисса Хоскинс     | Мония Баккаилле    | Лисбет Де Вохт     |          |
| 2013 | Аннетт Эдмондсон    | Хлоя Хоскинг       | Люси Гарнер        |          |
| 2014 | Кирстен Вилд        | Шелли Олдс         | Джорджа Бронцини   |          |
| 2015 | Кирстен Вилд        | Роксана Фурнье     | Аннализа Кучинотта |          |
| 2016 | Хлоя Хоскинг        | Хуан Дин-инг       | Леа Кирхманн       |          |
| 2017 | Жольен Д'Ор         | Кирстен Вилд       | Хлоя Хоскинг       |          |
| 2018 | Шарлотта Беккер     | Шеннон Малсеед     | Анастасия Чурсина  |          |
| 2019 | Лорена Вибес        | Джутатип Манеефан  | Лотте Копеки       |          |
| 2020 | отменено            | отменено           | отменено           | отменено |
| 2021 | отменено            | отменено           | отменено           | отменено |
| 2022 | отменено            | отменено           | отменено           | отменено |
| 2023 | Кьяра Консонни      | Милен де Зут       | Дарья Пикулик      |          |
| 2024 | Марта Лах           | Милен де Зут       | Скарлетт Союрен    |          |
| 2025 |                     |                    |                    |          |